# Myoleja
Myoleja is een geslacht van insecten uit de familie van de Boorvliegen (Tephritidae), die tot de orde tweevleugeligen (Diptera) behoort.

## Soorten
- M. limata (Coquillett, 1899)
- M. lucida: Rode-kamperfoelieboorvlieg (Fallen, 1826)
- M. nigricornis (Doane, 1899)
- M. rhino Steyskal, 1972
- M. unifasciata Blanc and Foote, 1961